# Trigonotis rotundifolia
Trigonotis rotundifolia är en strävbladig växtart som först beskrevs av Nathaniel Wallich och George Bentham, och fick sitt nu gällande namn av George Bentham och Charles Baron Clarke. Trigonotis rotundifolia ingår i släktet Trigonotis och familjen strävbladiga växter. Inga underarter finns listade i Catalogue of Life.